# Elezioni generali in Nicaragua del 2006
Le elezioni generali in Nicaragua del 2006 si tennero il 5 novembre per l'elezione del Presidente e il rinnovo dell'Assemblea nazionale.

## Risultati

### Elezioni presidenziali
| Candidati                   | Partiti                                    | Voti      | %     |
| --------------------------- | ------------------------------------------ | --------- | ----- |
| Daniel Ortega               | Fronte Sandinista di Liberazione Nazionale | 854 316   | 38,07 |
| Eduardo Montealegre         | Alleanza Liberale Nicaraguense             | 650 879   | 29,00 |
| José Rizo Castellón         | Partito Liberale Costituzionalista         | 588 304   | 26,21 |
| Edmundo Jarquín Calderón    | Movimento di Rinnovamento Sandinista       | 144 596   | 6,44  |
| Edén Atanacio Pastora Gómez | Alternativa per il Cambiamento             | 6 120     | 0,27  |
| Totale                      | Totale                                     | 2 244 215 | 100   |

### Elezioni parlamentari
| Liste                                      | I turno   | I turno | I turno | II turno  | II turno | II turno | Totale seggi |
| Liste                                      | Voti      | %       | Seggi   | Voti      | %        | Seggi    | Totale seggi |
| ------------------------------------------ | --------- | ------- | ------- | --------- | -------- | -------- | ------------ |
| Fronte Sandinista di Liberazione Nazionale | 840 851   | 37,59   | 8       | 847 565   | 37,90    | 30       | 38           |
| Alleanza Liberale Nicaraguense             | 597 709   | 26,72   | 4       | 596 281   | 26,66    | 18       | 22           |
| Partito Liberale Costituzionalista         | 592 118   | 26,47   | 8       | 591 805   | 26,46    | 17       | 25           |
| Movimento di Rinnovamento Sandinista       | 194 416   | 8,69    | -       | 188 335   | 8,42     | 5        | 5            |
| Alternativa per il Cambiamento             | 12 053    | 0,54    | -       | 12 354    | 0,55     | -        | -            |
| Membri designati                           | 0         | 0,00    | -       | 0         | 0,00     | -        | 2            |
| Totale                                     | 2 237 147 | 100     | 20      | 2 236 340 | 100      | 70       | 92           |